# Albany (Austrália Ocidental)
Albany é uma cidade australiana localizada no estado da Austrália Ocidental. Situa-se a, aproximadamente, 408 km ao sudeste, da capital estadual, Perth. Foi fundada em 1826 e sua população é de aproximadamente 30 000 habitantes